# Philodendron oligospermum
Philodendron oligospermum är en kallaväxtart som beskrevs av Adolf Engler. Philodendron oligospermum ingår i släktet Philodendron och familjen kallaväxter. Inga underarter finns listade.